# جعفر أباد (بير سليمان)
جعفر أباد (بالفارسية: جعفر آباد) هي قرية تقع في إيران في قسم بیر سلیمان الريفي. يقدر عدد سكانها بـ 130 نسمة بحسب إحصاء 2016.